# Luciana (telenovela)
Luciana fue una telenovela argentina que se transmitió por ATC.
Protagonizada por Rita Terranova y Fernando Lúpiz. Contó con las actuaciones antagónicas de Coni Vera y Constanza Maral.
Luego del éxito que tuvo Herencia de amor, dos meces después se llevaría a cabo el estreno de Luciana, teniendo de protagonistas a Rita Terranova y al actor Fernando Lúpiz, además, teniendo de vuelta como villana a la actriz Coni Vera, quién interpetraría a una malévola y egoísta chilena que haría la vida imposible a la protagonista.

## Guion
La telenovela fue escrita por Mario Pocoví, también autor de otros guiones como Alta Comedia (1971), Humor a la italiana (1973), El gato (1976), El cuarteador (1977), María, María y María (1980) y entre otras.
Un dato curioso, la telenovela estuvo ambientada entre San Telmo y Bariloche, además, tuvo un total de 68 capítulos en 1 hora.

## Sinopsis
La telenovela trata la vida Luciana Pintos (Rita Terranova), una muchacha que vivía en San Telmo, ella se la pasaba vendiendo caramelos y chipas en las calles junto a su madre, Paulina (Érika Wallner), debido a que su padre, Don Jacinto (Víctor Hugo Vieyra), le habían despedido del trabajo, a lo que Luciana y su familía deciden poner en acción en busca de ganarse la vida, pero a esto no le gusto para nada a su hermana Consuelo (Constanza Maral), quién era una muchacha muy ambiciosa que se la pasaba escapandose de casa para irse a fiestas y tratando de robarles las joyas a sus amigas, pero que pronto sería descubierta por su amiga Rebeca Fernández (Gabriela Toscano), Consuelo pide disculpas y decide a ayudar a su familía, un día mientras Luciana andaba acompañando a su padre, se toparía con José Luján (Fernando Lúpiz), un muchacho quién era hijo de unos millonarios y que vino a San Telmo para ver el funeral de un familiar, el se impresiono mucho por la belleza de Luciana a lo que decide hablar con ella y es ahí donde se vuelven mejores amigos, pero un día José Luján decide pedirle matrimonio a Luciana y esta lo acepta, más tarde, juntos se van a Bariloche y José Luján decide presentar a su comprometida, pero a esto nada le gusto a su madre, Doña Natalia (Libertad Leblanc), que llamaría por teléfono a la exprometida de José Luján, Macarena Olivares (Coni Vera), una chilena que era hija de unos chilenos millonarios y la primera comprometida de José Luján, Macarena tras escucha lo que dijo Doña Natalia, decide ir a Bariloche para desatar su odio y maldad que también la llevaría a hacerle la vida impossible a Luciana, un día mientras todos estaban cenando y conversando, Macarena decide ponerle veneno en la copa de Luciana para que esta muriese envenenada para luego quedarse con José Luján, pero su plan falla cuando la madre de Luciana ve como esta le puso el veneno en la copa de su hija a lo que decide cambiar cambiar la copa de Macarena a la envenenada para salvarle la vida a su hija, ya era el momento en que Luciana y Macarena se dan un brindis y deciden tomarse la copa, a lo que Macarena no se daba cuenta que estaba tomando la copa envenenada, ella se desmaya y todos entran en pánico para luego que la llevase al médico, Macarena confiesa que puso el veneno en la copa para poder acabar con Luciana y así quedarse con José Luján, Macarena muere y Luciana y José Luján se quedaron atónitos por lo que acabaron de escuchar y deciden olvidar el suceso, más tarde Luciana y José Luján se casan y 2 años después, Luciana daría luz a su hija, Ramón, terminando así la historia.

## Elenco
- Rita Terranova - Luciana Pintos de Sáenz-Urquiza
- Fernando Lúpiz - José Luján Sáenz-Urquiza
- Coni Vera - Macarena Olivares (†)
- Érika Wallner - Paulina de Pintos
- Víctor Hugo Vieyra  - Jacinto Pintos
- Cris Morena - Romina
- Lito González - Camilo
- Darío Grandinetti - Sebastián
- Gabriela Toscano - Rebeca Fernández
- Constanza Maral - Consuelo Pintos
- Sergio Vallina - Rufino Fernández
- Horacio Guessi - Manuel
- Cristina Tejedor - Bianca
- Edith Boado - Sor Soledad
- Juan Carlos Lima - Alfonso
- Marta González - Valeska de Olivares
- Norman Briski - Jaime Olivares
- Libertad Leblanc - Natalia Sáenz-Urquiza
- Diego Varzi - Ricardo
- Guido Gorgatti - Carlos
- Umberto Bruno - Daniel
- Paulina Singerman - Sor Mercedes
- Fabián Bagnato - Fernando
- José Canosa - Pablo
- Liliana Simoni - Anita
- Héctor Fernández Rubio - Laureano
- Osvaldo Cané - Rómulo
- Juan José Miguez - Fausto
- Maximiliano Paz - Hilario
- Nancy Cerantes - Agustina
- Mercedes Harris - Martina
- Javier Díaz - Cecilio